# Sowjetarmee-Pokal 1981/82
Der Sowjetarmee-Pokal 1981/82 war die 42. Austragung des Pokalwettbewerbs im Fußball in Bulgarien. Pokalsieger wurde Lokomotive Sofia. Das Team setzte sich im Finale gegen Zweitligist DFS Lokomotive Plowdiw durch. Durch den Sieg qualifizierte sich das Team aus Sofia für den Europapokal der Pokalsieger 1982/83.

## Modus
Alle Begegnungen wurden in einem Spiel ausgetragen. Bei unentschiedenem Ausgang gab es eine Verlängerung von zweimal 15 Minuten und gegebenenfalls ein Elfmeterschießen.

## Teilnehmer
| A Grupa (16) | B Grupa (43) | B Grupa (43) | W Grupa (5)                                                                                                  |
| --- | --- | --- | --- |
| - Akademik Sofia - Belasiza Petritsch - DFS Beroe Stara Sagora - FC Botew Wraza - DFS Chaskowo - Etar Weliko Tarnowo - Lewski-Spartak Sofia - Lokomotive Sofia - DFS Marek Stanke Dimitrow - ZSK Slawia Sofia - DFS Sliwen - DFS Spartak Plewen - AFD Trakia Plowdiw - FC Tschernomorez Burgas - Tscherno More Warna - ZSKA Septemwrijsko sname Sofia | 000Gruppe Nord - SFD Akademik Swischtow - FC Bdin Widin - FK Beloslaw - Ludogorska Slawa Isperich - Chemus Trojan - Dobrudscha Tolbuchin - Dorostol Silistra - FC Dunaw Russe - Jantra Gabrowo - Kaliakra Kawarna - Lok Gorna Orjachowiza - Lokomotive Mesdra - Ludogorez Rasgrad - DFS Osam Lowetsch - FK Schumen - Septemwrijska Slawa Michailowgrad - ZSK Spartak Warna - Sportist General Toschewo - Swetkawiza Targowischte - OFK Trjawna - Tscherweno sname Pawlikeni - Tschumerna Elena | 000Gruppe Süd - Arda Kardschali - Assenowez Assenowgrad - FK Eledschik Ichtiman - FC Dimitrowgrad - FC Hebar Pasardschik - FC Tschirpan - DFS Lokomotive Plowdiw - Mariza Plowdiw - FC Metalurg Pernik - Minjor Buchowo - Minjor Pernik - Neftochimik Burgas - DFS Pirin Blagoewgrad - Rilski Sportist Samokow - Rodopa Smoljan - Rosowa Dolina Kasanlak - FK Sliwnischki Geroj Sliwniza - Torpedo Karlowo - FK Tschepinez Welingrad - Slantschew brjag Nessebar - Tundscha Jambol - Wichren Sandanski | - Lokomotive Kaspitschan - Lokomotive Lewski - Rodopi Momtschilgrad - Trakia Kolarowo - Tschernolomez Popowo |

## 1. Runde
| Datum      |                                | Ergebnis  |                                   |
| ---------- | ------------------------------ | --------- | --------------------------------- |
| 02.12.1981 | Trakia Kolarowo                | 0:2       | Lokomotive Sofia                  |
| 02.12.1981 | Lokomotive Kaspitschan         | 1:2       | ZSK Slawia Sofia                  |
| 02.12.1981 | Rodopi Momtschilgrad           | 2:1 n. V. | FC Hebar Pasardschik              |
| 02.12.1981 | Tschernolomez Popowo           | 2:1       | FC Dunaw Russe                    |
| 02.12.1981 | Lokomotive Lewski              | 1:2 n. V. | DFS Beroe Stara Sagora            |
| 02.12.1981 | Lokomotive Mesdra              | 1:0       | Wichren Sandanski                 |
| 02.12.1981 | OFK Trjawna                    | 2:1       | Rilski Sportist Samokow           |
| 02.12.1981 | FC Dimitrowgrad                | 1:3       | Akademik Sofia                    |
| 02.12.1981 | Tundscha Jambol                | 2:4 n. V. | Etar Weliko Tarnowo               |
| 02.12.1981 | Belasiza Petritsch             | 1:2       | FC Metalurg Pernik                |
| 02.12.1981 | Tscherno More Warna            | 1:0       | Dorostol Silistra                 |
| 02.12.1981 | Slantschew brjag Nessebar      | 0:2       | ZSK Spartak Warna                 |
| 02.12.1981 | Kaliakra Kawarna               | 1:0       | Neftochimik Burgas                |
| 02.12.1981 | DFS Lokomotive Plowdiw         | 1:0       | FC Tschernomorez Burgas           |
| 02.12.1981 | Minjor Pernik                  | 4:2       | DFS Sliwen                        |
| 02.12.1981 | FK Sliwnischki Geroj Sliwniza  | 2:1       | DFS Osam Lowetsch                 |
| 02.12.1981 | Tschumerna Elena               | 2:7       | DFS Chaskowo                      |
| 02.12.1981 | Jantra Gabrowo                 | 1:0       | FK Schumen                        |
| 02.12.1981 | FC Bdin Widin                  | 1:2 n. V. | FC Botew Wraza                    |
| 02.12.1981 | Lok Gorna Orjachowiza          | 3:0       | Assenowez Assenowgrad             |
| 02.12.1981 | Rosowa Dolina Kasanlak         | 3:0       | FK Beloslaw                       |
| 02.12.1981 | Swetkawiza Targowischte        | 3:2       | Septemwrijska Slawa Michailowgrad |
| 02.12.1981 | DFS Spartak Plewen             | 0:1       | Dobrudscha Tolbuchin              |
| 02.12.1981 | Lewski-Spartak Sofia           | 6:0       | FK Eledschik Ichtiman             |
| 02.12.1981 | Minjor Buchowo                 | 0:1       | DFS Pirin Blagoewgrad             |
| 02.12.1981 | DFS Marek Stanke Dimitrow      | 1:0       | SFD Akademik Swischtow            |
| 02.12.1981 | FC Tschirpan                   | 3:1       | Chemus Trojan                     |
| 02.12.1981 | Tscherweno sname Pawlikeni     | 5:2       | Ludogorska Slawa Isperich         |
| 02.12.1981 | Mariza Plowdiw                 | 2:0       | Rodopa Smoljan                    |
| 02.12.1981 | Ludogorez Rasgrad              | 7:1       | Torpedo Karlowo                   |
| 02.12.1981 | ZSKA Septemwrijsko sname Sofia | 9:1       | FK Tschepinez Welingrad           |
| 02.12.1981 | AFD Trakia Plowdiw             | 8:0       | Arda Kardschali                   |

## 2. Runde
| Datum      |                                | Ergebnis  |                               |
| ---------- | ------------------------------ | --------- | ----------------------------- |
| 08.12.1981 | Lewski-Spartak Sofia           | 3:0       | FK Sliwnischki Geroj Sliwniza |
| 08.12.1981 | ZSKA Septemwrijsko sname Sofia | 4:2       | Kaliakra Kawarna              |
| 08.12.1981 | Swetkawiza Targowischte        | 2:0       | Mariza Plowdiw                |
| 08.12.1981 | Tscherweno sname Pawlikeni     | 3:1       | Minjor Pernik                 |
| 08.12.1981 | Ludogorez Rasgrad              | 0:2       | DFS Lokomotive Plowdiw        |
| 08.12.1981 | ZSK Slawia Sofia               | 4:0       | FC Tschirpan                  |
| 08.12.1981 | Etar Weliko Tarnowo            | 4:1       | Jantra Gabrowo                |
| 08.12.1981 | DFS Beroe Stara Sagora         | 4:1       | Rodopi Momtschilgrad          |
| 08.12.1981 | DFS Pirin Blagoewgrad          | 2:0       | DFS Marek Stanke Dimitrow     |
| 08.12.1981 | DFS Chaskowo                   | 3:1       | OFK Trjawna                   |
| 08.12.1981 | Lokomotive Sofia               | 3:0       | Lokomotive Mesdra             |
| 08.12.1981 | Dobrudscha Tolbuchin           | 2:0       | Tscherno More Warna           |
| 08.12.1981 | FC Metalurg Pernik             | 3:1       | Tschernolomez Popowo          |
| 08.12.1981 | ZSK Spartak Warna              | 0:1       | Rosowa Dolina Kasanlak        |
| 08.12.1981 | FC Botew Wraza                 | 3:0 n. V. | AFD Trakia Plowdiw            |
| 08.12.1981 | Akademik Sofia                 | 1:0       | Lok Gorna Orjachowiza         |

## Achtelfinale
| Datum      |                                | Ergebnis              |                         |
| ---------- | ------------------------------ | --------------------- | ----------------------- |
| 03.03.1982 | DFS Lokomotive Plowdiw         | 5:2                   | Dobrudscha Tolbuchin    |
| 03.03.1982 | FC Metalurg Pernik             | 3:1                   | Swetkawiza Targowischte |
| 03.03.1982 | DFS Pirin Blagoewgrad          | 1:0                   | Akademik Sofia          |
| 03.03.1982 | DFS Beroe Stara Sagora         | 1:0                   | Lewski-Spartak Sofia    |
| 03.03.1982 | Tscherweno sname Pawlikeni     | 0:2                   | Lokomotive Sofia        |
| 03.03.1982 | Etar Weliko Tarnowo            | 1:0                   | DFS Chaskowo            |
| 03.03.1982 | ZSKA Septemwrijsko sname Sofia | 4:0                   | FC Botew Wraza          |
| 03.03.1982 | Rosowa Dolina Kasanlak         | 2:2 n. V. (7:8 i. E.) | ZSK Slawia Sofia        |

## Viertelfinale
| Datum      |                        | Ergebnis |                                |
| ---------- | ---------------------- | -------- | ------------------------------ |
| 31.03.1982 | DFS Beroe Stara Sagora | 1:2      | ZSKA Septemwrijsko sname Sofia |
| 31.03.1982 | FC Metalurg Pernik     | 0:4      | Lokomotive Sofia               |
| 31.03.1982 | DFS Lokomotive Plowdiw | 4:1      | ZSK Slawia Sofia               |
| 31.03.1982 | DFS Pirin Blagoewgrad  | 2:0      | Etar Weliko Tarnowo            |

## Halbfinale
| Datum      |                       | Ergebnis |                                |
| ---------- | --------------------- | -------- | ------------------------------ |
| 02.06.1982 | Lokomotive Sofia      | 3:2      | ZSKA Septemwrijsko sname Sofia |
| 02.06.1982 | DFS Pirin Blagoewgrad | 0:1      | DFS Lokomotive Plowdiw         |

## Finale
| Paarung                | Lokomotive Sofia – DFS Lokomotive Plowdiw |
| Ergebnis               | 2:1 n. V. (1:1, 1:0) |
| Datum                  | 12. Juni 1982 |
| Stadion                | Stadion Slawi Aleksiew, Plewen |
| Zuschauer              | 8.000 |
| Schiedsrichter         | Iwan Josifow |
| Tore                   | 1:0 Bojtschko Welitschkow (28.) 1:1 Christo Sotirow (57.) 2:1 Stojtschko Stojew (109.) |
| Lokomotive Sofia       | Nikolaj Donew – Nasko Schelew, Wenzislaw Arsow, Aleksandar Markow, Jordan Stojkow – Georgi Bonew (79. Stojtschko Stojew), Angel Kolew, Trajtscho Sokolow (62. Boris Iliew) – Bojtschko Welitschkow, Aleksandar Dudow, Nako Dojtschew Cheftrainer: Georgi Berkow |
| DFS Lokomotive Plowdiw | Wassil Gawrailow – Petjo Wassilew, Fedja Mikow, Christo Kolew (51. Ilia Antschew), Plamen Tanow – Orlin Kadjow (91. Petko Stankow), Ajan Sadakow , Georgi Fidanow, Nikolaj Kurbanow – Christo Sotirow, Eduard Eranosjan Cheftrainer: Atanas Angelow             |